# António da Fonseca Carvão Paim da Câmara, 2.º barão do Ramalho
Se procura outra pessoa com o mesmo nome, veja António da Fonseca Carvão Paim da Câmara (desambiguação).

António da Fonseca Carvão Paim da Câmara (Angra do Heroísmo, 18 de setembro de 1836 — Angra do Heroísmo, 13 de abril de 1907), 2.º barão do Ramalho, foi um grande terratenente, jornalista e político açoriano que por diversas vezes foi governador civil do Distrito de Angra do Heroísmo (12 de Abril de 1876 a 11 de Outubro de 1877; 31 de Janeiro de 1878 a 3 de Junho de 1879; e 17 de Janeiro de 1890 a 8 de Janeiro de 1891) e governador civil do Distrito de Ponta Delgada (de 11 de Outubro de 1877 a 31 de Janeiro de 1878). Foi fidalgo cavaleiro da Casa Real e comendador da Ordem de Nossa Senhora da Conceição de Vila Viçosa.

## Biografia
Doutorou-se em Ciências Naturais pela Universidade de Bruxelas em 1858. Terminada a sua formação,regressou à ilha Terceira, onde se dedicou à administração dos bens vinculados da sua família.
Por Decreto de 10 de Outubro de 1865 sucedeu a seu avô e homónimo no título de barão do Ramalho e por alvará de 8 de Julho de 1867 foi feito fidalgo cavaleiro da Casa Real. Em 1871 foi elevado a conselheiro de Sua Majestade Fidelíssima.
Foi um destacado membro dirigente do Partido Regenerador, sendo o redactor principal do órgão daquele partido, ao tempo o jornal A Terceira.
Para além de inspector das Alfândegas dos Açores, presidiu à Câmara Municipal de Angra do Heroísmo, foi procurador à Junta Geral e membro do conselho de Distrito de Angra do Heroísmo. Exerceu por três vezes o cargo de governador civil do Distrito de Angra do Heroísmo (1876-1877; 1878-1879 e 1890-1891) e as mesmas funções no Distrito de Ponta Delgada (1877-1878).
Foi eleito deputado pelo círculo de Angra do Heroísmo para as legislaturas de 1882-1884 e 1885-1887.